# Karmelitinnenkloster Amiens

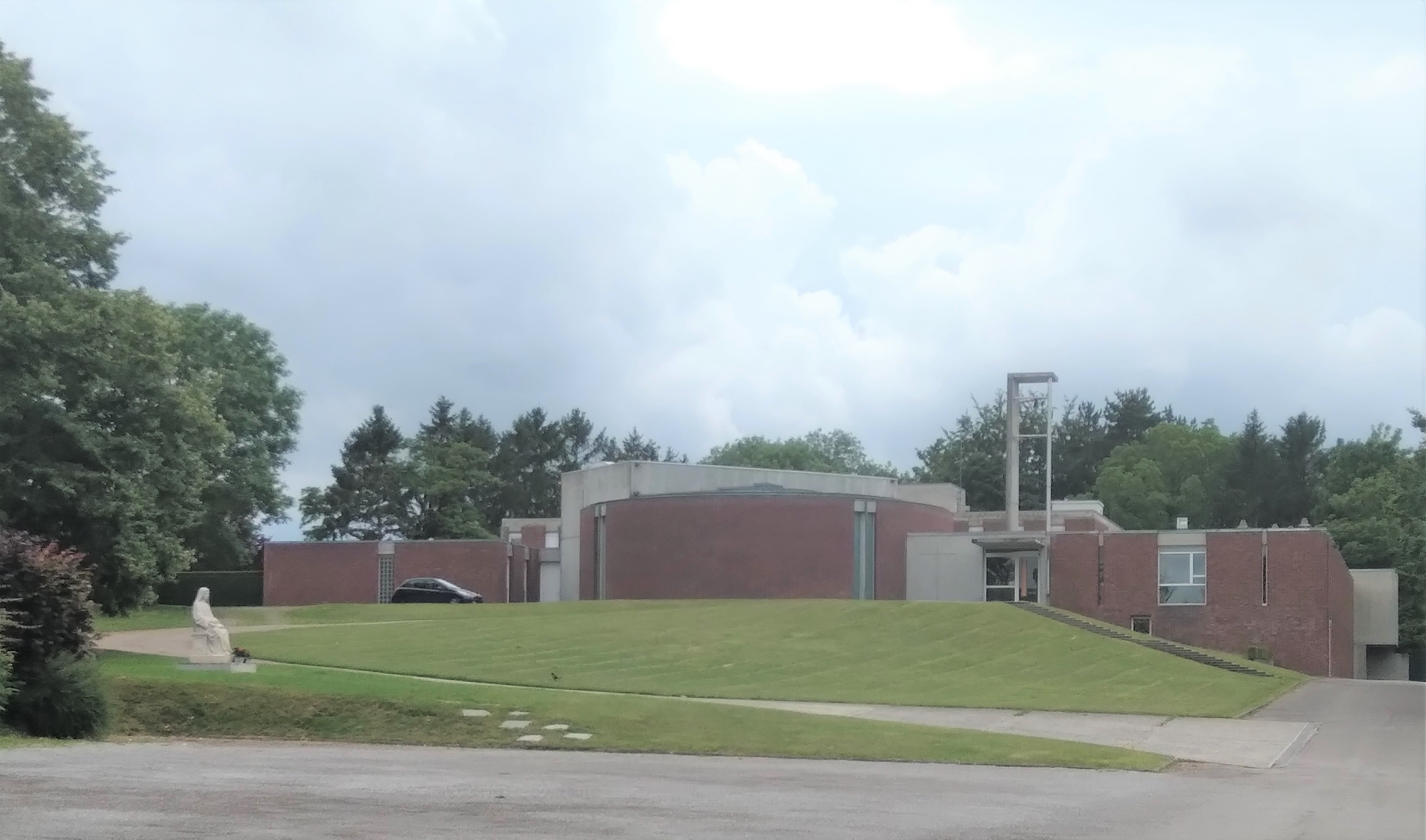
Karmelitinnenkloster Amiens (2021)

Das Karmelitinnenkloster Amiens ist ein Kloster der Karmelitinnen in Amiens, Département Somme, im Bistum Amiens in Frankreich.

## Geschichte
Die spanische Karmelitin Isabelle des Anges (spanisch: Isabel de los Angeles, bürgerlicher Name: Isabel Márquez y Ibáñez, 1565–1644) gründete 1606 den Karmel von Amiens, dem von 1614 bis 1616 Barbe Acarie angehörte. Von Amiens gingen weitere Gründungen aus: 1625 Saint-Denis, 1636 Abbeville, 1641 Compiègne und 1890 Arras. 1965 baute der Architekt Pierre Pinsard (1906–1988) ein neues Klostergebäude, dessen Kapelle 1994 fertiggestellt wurde. Das Kloster nennt sich Carmel du Saint-Esprit (Karmel vom Heiligen Geist). Es liegt in der Rue Saint-Fuscien 656. Der Konvent zählt derzeit neun Schwestern.